# The Girl and the Motor Boat
The Girl and the Motor Boat è un cortometraggio muto del 1911 diretto da Ashley Miller.

## Produzione
Il film fu prodotto dalla Edison Manufacturing Company. Venne girato a Thousand Islands, St. Lawrence River, nello stato di New York.

## Distribuzione
Distribuito dalla General Film Company, il film - un cortometraggio in una bobina - uscì nelle sale cinematografiche statunitensi il 3 novembre 1911.